# Dudleya traskiae
Dudleya traskiae  con el nombre común en inglés de Santa Barbara Island liveforever, es una rara especie de planta suculenta perteneciente a la familia de las crasuláceas.

## Distribución y hábitat
Esta Dudleya es endémica de la Isla de Santa Bárbara, una de las Islas del Canal de California, donde crece en riscos rocosos. 
El género Dudleya es principalmente de California, aunque también se extiende al norte hacia el sur de Oregón, al oeste del centro de Arizona y el sur de Nevada, y hasta la punta sur de Baja California, México. Dudleya se producen en cada una de las ocho islas del Canal. Dudleya traskiae se conoce sólo la isla de Santa Bárbara (California).

## Descripción
La planta tiene una roseta basal en el suelo, hojas carnosas con forma de palas  de hasta 15 centímetros de largo,  son de color verde pálido a amarillento. Tiene tallos erectos y altos con una densa y redondeada inflorescencia de muchas flores de color amarillo brillante.
Las plantas son perennes, con un tallo ramificado primario (caudex) y se componen de uno a varios cientos de rosetas.  La ramificación del tallo es dicotómica. El rosetón de hojas en número de 25-35, son en forma de cinta - oblanceoladas a subacuminada y tienen 4 - 15 cm de largo y 1 - 4  cm de ancho. Las hojas puede ser de color verde o glauco, con una cera que la cubre.  Los pétalos  son de color amarillo brillante, a menudo con venas rojas, fusionados abajo y curvándose hacia el exterior en la mitad superior. Los estambres  se encuentran en el tubo de la corola. El fruto está compuesto de 5 carpelos de 7-8 mm de largo. Las semillas son muchas y diminutas. La floración se produce con mayor frecuencia de mayo a julio, aunque la floración puede comenzar tan temprano como a mediados de febrero.

## Taxonomía
Dudleya traskiae fue descrita por (Rose) Moran y publicado en Desert Plant Life 14(8): 153. 1942.
Etimología
Dudleya: nombre genérico que fue nombrado en honor de William Russell Dudley, el primer director del departamento de botánica de la Universidad de Stanford.
traskiae: epíteto
Sinonimia:
- Cotyledon traskiae (Rose) Fedde
- Echeveria traskae (Rose) A.Berger
- Stylophyllum traskiae Rose[4]